# اولیور پالادین
اولیور (به ایتالیایی: Uliviero یا Oliviero) که با نام الیور دو وین نیز شناخته می شود. نام یک شوالیه افسانه ای در ادبیات قرون وسطی و شعر حماسی فرانسه باستان است. الیور نام شخصیت پهلوانی در سرود رولان که از دوستان، همرزمان و از دوستان مورد اعتماد رولان بشمار می رود. همچنین وی یکی از دوازده عضو اعضای دربار شارلماین است. وی از یاران وفادار رولاند بشمار می‌آمده و همراه وی در نبرد گذرگاه رونس‌وال کشته شد. برخی از پژوهشگران باور دارند نام وی از درخت زیتون (سرده) یکی از نمادهای کتاب مقدس الهام گرفته شده‌است.